# Scientist
Scientist (Hopeton Brown) är en jamaicansk musiker och producent född 1960 i Kingston. Han räknas till de mest framstående dubmusikerna.
Som ung lärde han sig hantera teknik i och med att hans far reparerade TV-apparater. Detta ledde till att han fick arbeta som tekniker hos King Tubby. Tubby uppmuntrade honom att mixa egen dubmusik och i början av 1980-talet började han släppa egna dubalbum. Till hans mest kända album hör 1981 års Scientist Rids the World of the Evil Curse of the Vampires, släppt på Greensleeves Records. Under 1980-talet samarbetade han ofta med musikgruppen Roots Radics.